# Генрієтта Луїза Монбельярська
Генрієтта Луїза Монбельярська (нім. Henriette Luise von Montbéliard), також Генрієтта Луїза Вюртемберг-Мьомпельґардська (нім. Henriette Luise von Württemberg-Mömpelgard, 30 червня 1623 — 3 вересня 1650) — принцеса Вюртемберг-Монбельярська з Вюртемберзького дому, донька герцога Вюртемберг-Монбельяру Людвіга Фрідріха та ландграфині Гессен-Дармштадтської Єлизавети Магдалени, перша дружина маркграфа Бранденбург-Ансбаху Альбрехта II.

## Біографія
Народилась 30 червня 1623 року у Монбельярі. Була другою дитиною та єдиною донькою в родині герцога Вюртемберг-Монбельяру Людвіга Фрідріха та його першої дружини Єлизавети Магдалени Гессен-Дармштадтської. Мала молодшого брата Леопольда Фрідріха. Старший брат Крістоф помер немовлям до її народження.
Втратила матір в 11 місяців. Батько невдовзі одружився з графинею Анною Елеонорою Нассау-Вайльбурзькою. Від цього союзу Генрієтта Луїза мала трьох єдинокровних сиблінгів, з яких вік немовляти пережив лише брат Георг. Втім, у січні 1631 року її батько також помер. Країною почала правити регентська рада.

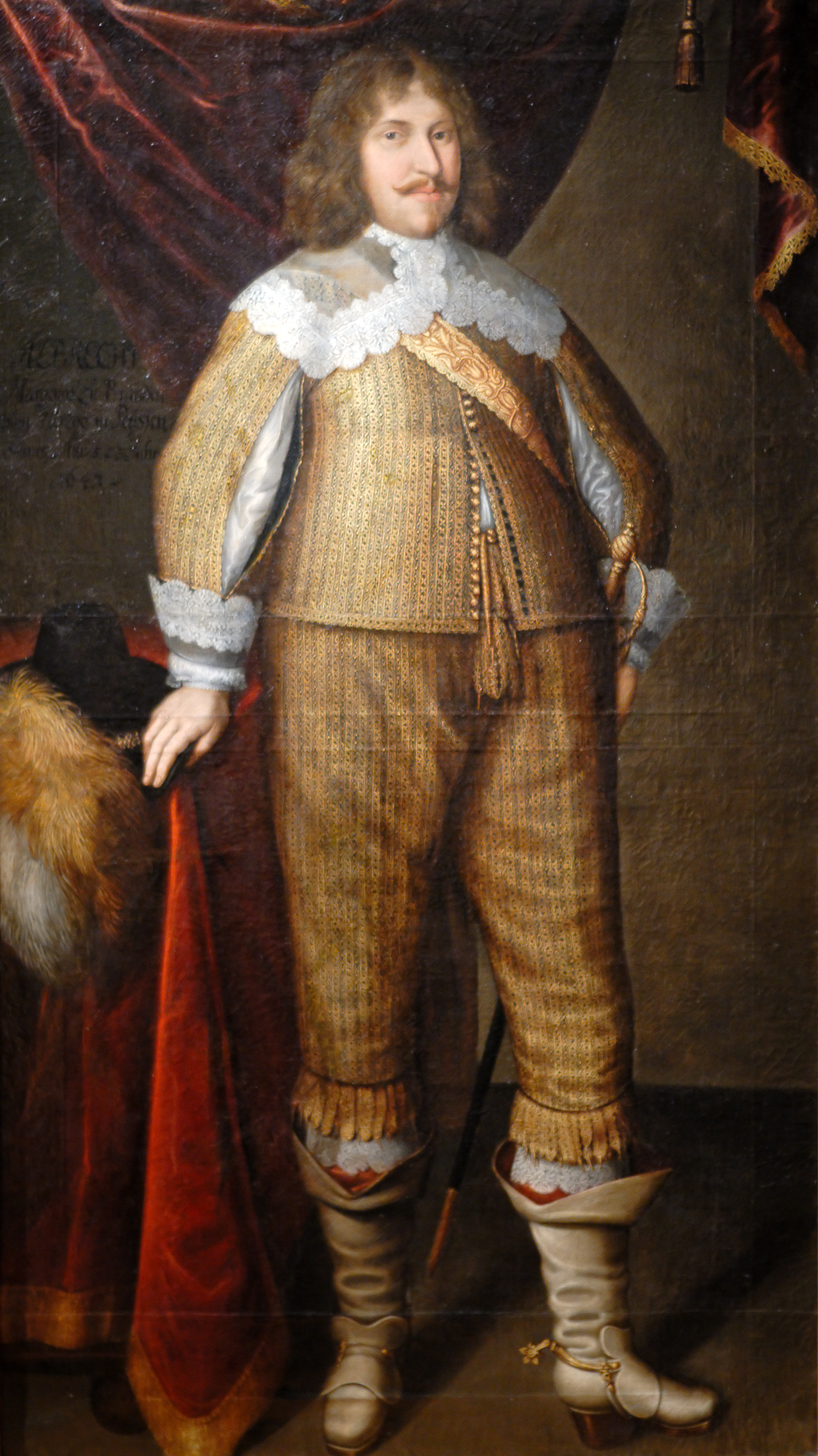
Портрет Альбрехта II, 1643

У 1633 році Монбельяр був окупований французькими військами. Герцозькій родині довелося втікати з країни.
У 19-річному віці Генрієтта Луїза стала дружиною 21-річного маркграфа Бранденбург-Ансбаху Альбрехта II. Весілля відбулося 31 серпня 1642 у Штутгарті. Резиденцією пари став палац маркграфа у Ансбаху. У подружжя народилося троє доньок.
Генрієтта Луїза пішла з життя 3 вересня 1650 року в Ансбаху. Була похована в місцевій церкві святого Йоганнеса.
Альбрехт II наступного року оженився з графинею Софією Маргаритою Еттінген-Еттінгенською.

## Родина
Чоловік —  Альбрехт II
Діти:
- Софія Єлизавета (3 липня—16 грудня 1643) — прожила 5 місяців;
- Альбертіна Луїза (1646—1670) — одружена не була, дітей не мала;
- Софія Амалія (27 лютого—4 травня 1649) — прожила 2 місяці.